# Bolitoglossa helmrichi
Bolitoglossa helmrichi е вид земноводно от семейство Plethodontidae. Видът е почти застрашен от изчезване.

## Разпространение
Разпространен е в Гватемала.